# Дірібіторій

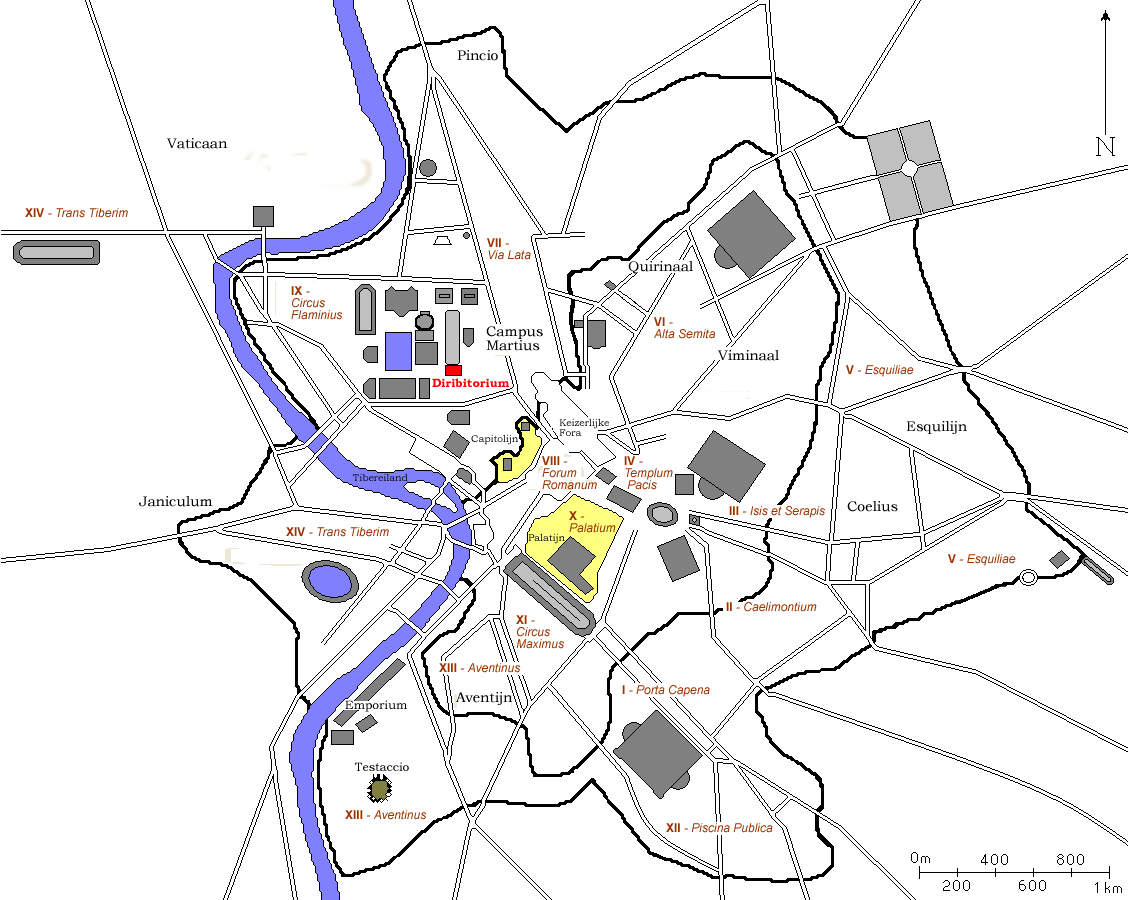
Дірібіторій (позначено червоним кольором)

Дірібіторій (Diribitorium) — будівля на Марсовому полі в  Римі, де проводилися вибори або  підрахунки голосів. Розпочато Марком Віпсанієм Агріппою. У 7 році до н. е. було висвячено Октавіаном Августом.

## Історія
Розпочато Марком Віпсанієм Агріппою між 25 та 18 роками до н. е. Втім не міг приділяти постійної уваги зведеню будівлі у зв'язку з частою відсутністю в Римі. Зрештою на момент смерті Агріппи у 12 році до н. е. дірібіторій не було добудовано. Був завершений за наказом Октавіана і освячений у 7 році.
Спочатку призначався для проведення виборів і, саме там, 900 уповноважених у період Августа зберігали урни й підраховували голоси. У сильну спеку імператор Калігула використовував його як закритий театр. Імператор Клавдій під час тривалої пожежі в Емілієвому кварталі дві ночі залишався в Дірібіторії, спостерігаючи за спробами загасити полум'я.
В часи імператора Тита дірібіторій постраждав від пожежи — було знищено покрівлю. Будівля залишалася без даху до часів імператора Олександра Севера.

## Опис
Дірібіторій розташовувався поруч з Септою Юлія, між Театром Бальба і Пантеоном, поруч із теперішнім палацом Фарнезе. Був доволі високим, що дозволяло використовувати як театр або громадську будівлю. За дослідженнями площа дірібіторія становила 148,5 на 45,5 м. Деякі вчені вважають, що з часів Доміціана будівля перетворилася на двопорховий портик. Втім дотепер тривають суперечки стосовно місця розташування та масштабів дірібіторія.